# Trachelipus anatolicus
Trachelipus anatolicus är en kräftdjursart som först beskrevs av Zdenek Frankenberger 1950.  Trachelipus anatolicus ingår i släktet Trachelipus och familjen Trachelipodidae. Inga underarter finns listade i Catalogue of Life.